# Cello
Cello (Xen-lô) hay violoncelle (Vi-ô-lông-xen), còn được gọi trung vĩ cầm, là một loại đàn cùng họ với vĩ cầm, thuộc họ nhạc cụ dây dùng cây vĩ. Giống như vĩ cầm, cello được chơi bằng cách dùng một cây vĩ có căng lông đuôi ngựa, kéo ngang những dây đàn và làm cho dây đàn rung lên thành âm điệu. Cello có kích thước lớn hơn vĩ cầm và thường được chơi bằng một nhạc công ngồi trên ghế kẹp đàn giữa hai chân.